# 37 Ursae Majoris
37 Ursae Majoris är en gulvit stjärna i huvudserien i stjärnbilden Stora björnen. Stjärnan har visuell magnitud +5,15 och är synlig för blotta ögat vid normal seeing.